# Fredrik Elias Ahlfvengren
Fredrik Elias Ahlfvengren (i riksdagen kallad Ahlfvengren i Halmstad, senare Ahlfvengren i Stockholm), född 7 april 1862 i Hejde socken, död 22 december 1921 i Stockholm, var en svensk lektor och politiker (liberal).
Ahlfvengren, som kom från en bondefamilj, studerade vid Lunds universitet från 1883 och blev filosofie doktor där i botanik 1897. År 1902 blev han lektor i naturalhistoria och kemi vid högre allmänna läroverket i Halmstad, och 1909 i biologi och kemi vid Norra Real i Stockholm.
Ahlfvengren var riksdagsledamot i andra kammaren för Halmstads valkrets 1909–1911. Som representant för Frisinnade landsföreningen tillhörde han dess riksdagsparti Liberala samlingspartiet. I riksdagen var han bland annat ledamot i första tillfälliga utskottet 1910–1911. Ahlfvengren är begravd på Solna kyrkogård.
Auktorsnamnet Ahlfv. kan användas för Fredrik Elias Ahlfvengren i samband med ett vetenskapligt namn inom botaniken; se Wikipediaartiklar som länkar till auktorsnamnet.